# Przejście graniczne Krajnik Dolny-Schwedt
Przejście graniczne Krajnik Dolny-Schwedt – istniejące do 2007 polsko-niemieckie drogowe przejście graniczne, położone w województwie zachodniopomorskim, w powiecie gryfińskim, w gminie Chojna, w miejscowości Krajnik Dolny.

## Opis
Przejście graniczne Krajnik Dolny-Schwedt z miejscem odprawy granicznej po stronie niemieckiej w miejscowości Schwedt czynne było całą dobę. Dopuszczone było przekraczanie granicy dla ruchu osobowego i towarowego oraz mały ruch graniczny. Obie miejscowości łączył most na rzece Odrze. Kontrolę graniczną osób, towarów oraz środków transportu wykonywała kolejno: Graniczna Placówka Kontrolna Straży Granicznej w Krajniku Dolnym, Placówka Straży Granicznej w Krajniku Dolnym Do przejścia po stronie polskiej prowadziła droga krajowa nr 26, a po stronie niemieckiej droga krajowa nr Bundesstraße 166.
21 grudnia 2007 na mocy układu z Schengen przejście graniczne zostało zlikwidowane.

### Przejście graniczne z NRD
W okresie istnienia Niemieckiej Republiki Demokratycznej funkcjonowało w tym miejscu polsko-niemieckie drogowe przejście graniczne Krajnik Dolny. Czynne codziennie przez całą dobę. Dopuszczone było przekraczanie granicy dla ruchu:
- towarowego obywatele NRD i PRL,
- osobowego tylko dla obywateli:
  - Ludowej Republiki Bułgarii
  - Czechosłowackiej Republiki Socjalistycznej
  - Niemieckiej Republiki Demokratycznej
  - Polskiej Rzeczypospolitej Ludowej
  - Socjalistycznej Republiki Rumunii
  - Węgierskiej Republiki Ludowej
  - Związku Socjalistycznych Republik Radzieckich
  - Mongolskiej Republiki Ludowej.

Kontrolę graniczną osób, towarów oraz środków transportu wykonywała kolejno: Graniczna Placówka Kontrolna Krajnik Dolny.